# ファインダビリティ
ファインダビリティ（英: findability）とは、見つけやすさあるいは操作しやすさを意味する。個別の項目レベルでは、特定のオブジェクトの見つけやすさの度合いとして評価できる。システムレベルでは、その装置や環境がいかに操作や検索をサポートしているかで分析できる。
ファインダビリティは World Wide Web に限定された概念ではなく、もっと普遍的で時代を超越している。しかし、数十億の項目が様々な形で分散して集積しているという点で、Web においては特にファインダビリティが重要となる。
ファインダビリティは情報アーキテクチャ (IA) と同義ではない。情報アーキテクチャは共有情報空間の構造および意味論的設計についての技法である。ファインダビリティ向上は情報アーキテクチャの目標の1つだが、他にもユーザビリティ、望ましさ、信頼性、アクセシビリティなども重要である。ウェブサイトやイントラネットのファインダビリティ向上には様々な人々（ライター、デザイナー、開発者など）が寄与している。